# Danuta Nakoneczna
Danuta Nakoneczna (ur. 1930, zm. 19 stycznia 2015) – nauczyciel, polska działaczka oświatowa, animatorka oddolnego ruchu wspierania wybitnych uczniów i nauczycieli w Polsce, założycielka m.in. Towarzystwa Szkół Twórczych i dwóch innych stowarzyszeń, inspiratorka powstania kolejnych, autorka kilku książek.

## Poglądy
Według Danuty Nakonecznej szkoła twórcza: jest to szkoła, w której nauczyciel, a także uczniowie jak i rodzice są gotowi do poszukiwania i wprowadzania w życie innowacji pedagogicznych, które wpływają na stałe doskonalenie procesu nauczania i wychowania oraz kształtują twórcze zaangażowane postawy wychowanków i wychowawców. Dr Nakoneczna nalegała, aby szczególną uwagę zwracano na motywację uczniów do pracy przez podkreślanie ich sukcesów. Sukcesem jest każde osiągnięcie na miarę możliwości ucznia. Podczas uroczystości szkolnych, spotkań z rodzicami, na tablicach informacyjnych umieszczonych w widocznych miejscach w szkole prezentowane są osiągnięcia uczniów, np. lista olimpijczyków. Uczniowie są zachęcani do udziału w olimpiadach przedmiotowych. Danuta Nakoneczna była zwolenniczką przyspieszania edukacji dla najzdolniejszych.

## Życiorys
W latach 70. pracowała w Pracowni Szkół Eksperymentalnych w Instytucie Badań Pedagogicznych. W ramach tej pracy objęła m.in. kierownictwo zespołu badawczego, który w roku szkolnym 1974/75, na zlecenie Ministerstwa Oświaty i Wychowania, rozpoczął w Szkole Podstawowej nr 5 w Puławach eksperyment pedagogiczny, którego przedmiotem były metody, formy i organizacja pracy z uczniem zdolnym w przyszłej szkole dziesięcioletniej.
Później kierowała autorską szkołą LX Liceum Ogólnokształcącym w Warszawie. Liceum jako pierwsze wprowadzało wiele nowości, np. w 1982 tzw. szkoły zimowe uczące jazdy na nartach albo Klub Promocji Talentów. Wokół tej szkoły zbudowała w 1983 pierwszą swoją organizację pozarządową, elitarne Towarzystwo Szkół Twórczych, którego opiekunem naukowym i motorem była przez wiele lat. Na początku lat 90. rada pedagogiczna LX LO zrezygnowała z realizacji eksperymentu edukacyjnego dr Danuty Nakonecznej, co spowodowało odejście jej i niektórych innych nauczycieli ze szkoły.
W 1993 założyła kolejną organizację, Stowarzyszenie Szkół Aktywnych, a później w 2000 Stowarzyszenie Nauczycieli Olimpijskich. Wszystkie trzy stowarzyszenia są blisko ze sobą związane i tworzą federację. Z jej inspiracji powstały też kolejne, regionalne stowarzyszenia łączące szkoły starające się wspierać wszechstronny rozwój uczniów, np. Lubuskie Stowarzyszenie Szkół Innowacyjnych.

## Oddziaływanie
Danuta Nakoneczna stworzyła w LX LO środowisko ludzi głęboko zaangażowanych w twórczą oświatę. Ludzie ci po odejściu z LO starali się nadal propagować te idee. Na przykład polonista z LX LO Włodzimierz Taboryski założył po odejściu w 1991 autorskie 21 Społeczne Liceum Ogólnokształcące im. Jerzego Grotowskiego w Warszawie, w 1996 zainspirował powstanie Akademii Sztuki i Kultury, a w 2005 roku fundacji Społeczny Fundusz Stypendialny. Była dyrektor LX LO, Jolanta Lipszyc została potem dyrektorką LXIV LO w Warszawie, gdzie kontynuowała program szkół twórczych, a następnie zaczęła działać na rzecz edukacji w strukturach samorządowych.

## Publikacje
Autorka książek i publikacji:
- Danuta Nakoneczna: Kształcenie wielostronne stymulujące rozwój uzdolnień. Warszawa: Wydawnictwa Szkolne i Pedagogiczne, 1980. ISBN 83-02-00516-9. Brak numerów stron w książce
- Danuta Nakoneczna: Jakim być? Kim być? czyli O samorządności w Szkołach Twórczych : 10-Lecie Towarzystwa Szkół Twórczych 1983-1993. Warszawa: Towarzystwo Szkół Twórczych, 1993. Brak numerów stron w książce
- Danuta Nakoneczna: Wychowanie – jako zadanie : 10-lecie Towarzystwa Szkół Twórczych 1983-1993. Warszawa: Towarzystwo Szkół Twórczych, 1993. Brak numerów stron w książce
- Danuta Nakoneczna: Klasy autorskie w Szkołach Twórczych. Warszawa: Towarzystwo Szkół Twórczych, 1993. Brak numerów stron w książce
- Danuta Nakoneczna: Uczniowie zdolni i ich nauczyciele : 15-lecie Towarzystwa Szkół Twórczych : 1983-1998. Warszawa: Towarzystwo Szkół Twórczych, 1998. ISBN 83-910310-0-4. Brak numerów stron w książce
- Danuta Nakoneczna: W poszukiwaniu koncepcji kształcenia zdolnych : 15-lecie Towarzystwa Szkół Twórczych 1983-1998. Warszawa: Towarzystwo Szkół Twórczych, 1998. ISBN 83-910310-1-2. Brak numerów stron w książce
- Danuta Nakoneczna: Wychowanie w szkole gimnazjalnej : 20-lecie Towarzystwa Szkół Twórczych 1983-2003. Warszawa: Towarzystwo Szkół Twórczych, 2003. ISBN 83-910310-2-0. Brak numerów stron w książce
- Danuta Nakoneczna, Lidia Jastrzębska: (red.) Osiągnięcia Polaków w międzynarodowych olimpiadach przedmiotowych i konkursach w latach 1983-2003 (oprac. statystyczne wykonali Włodzimierz Sacewicz et al.). Warszawa: Ministerstwo Edukacji Narodowej i Sportu, 2003. ISBN 83-88035-50-9. Brak numerów stron w książce